# Kfz-Kennzeichen (Sri Lanka)

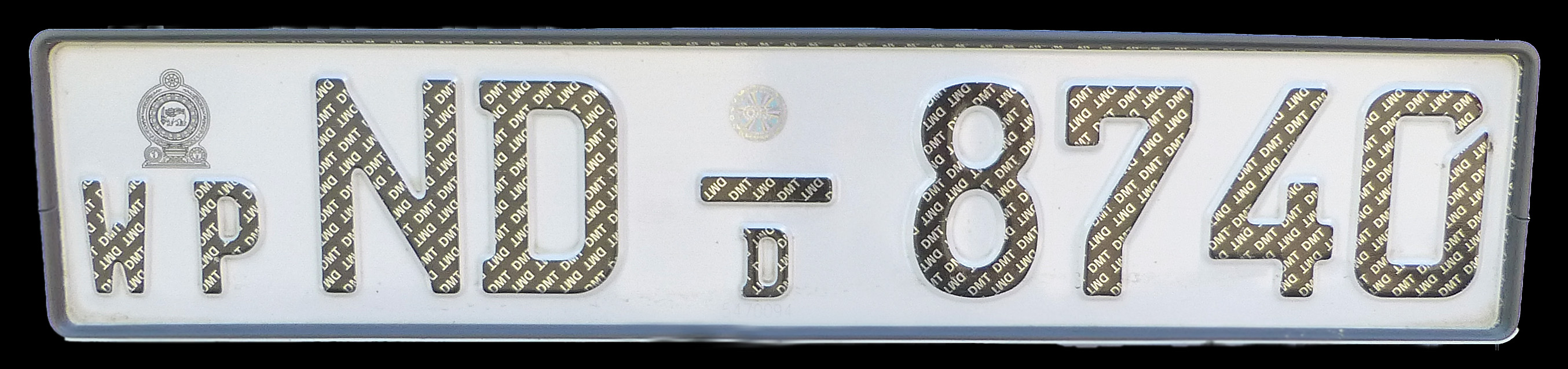
Kennzeichen aus der Westprovinz (vorn)

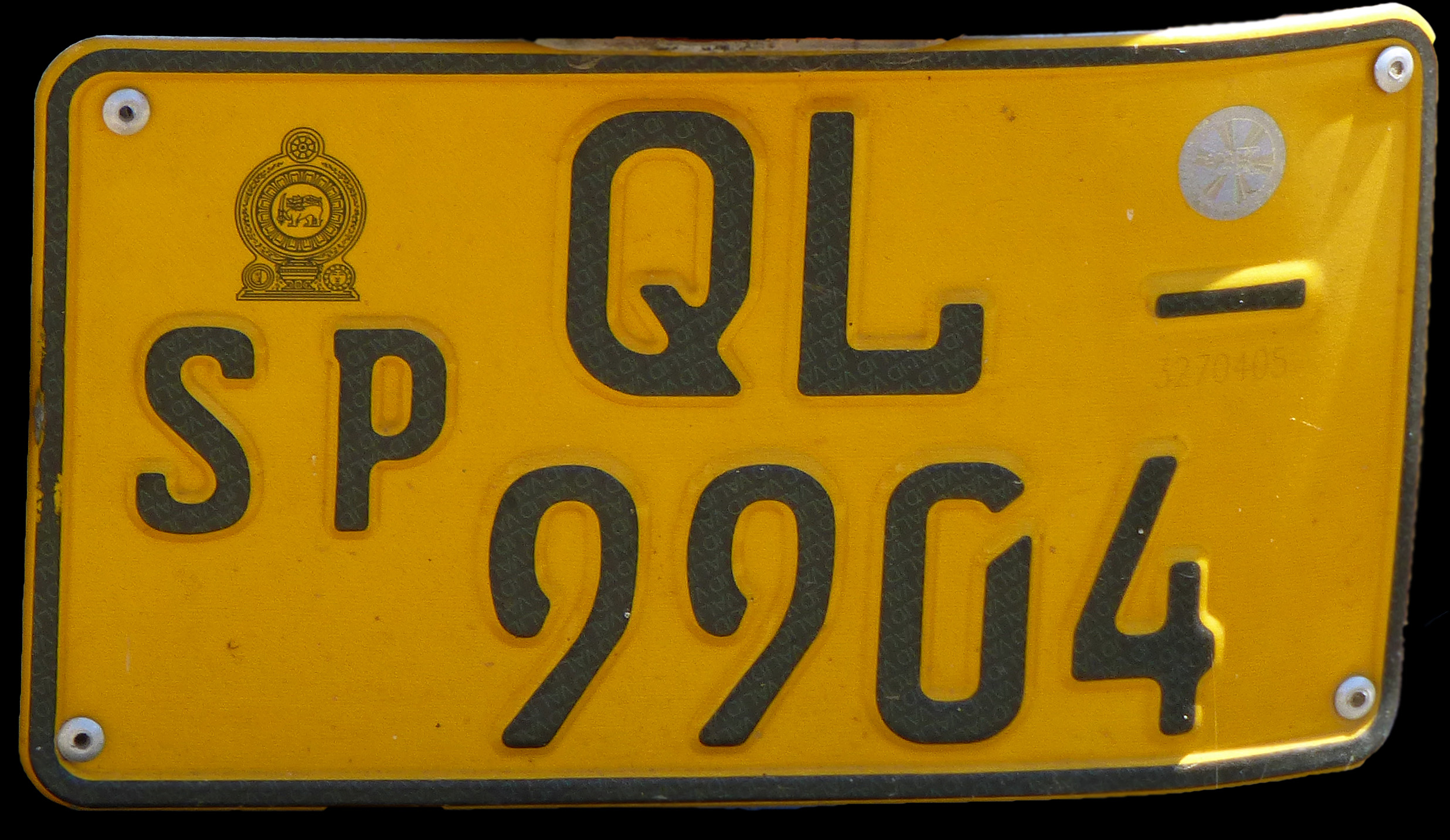
Kennzeichen aus der Südprovinz (hinten)

Die derzeit verwendeten Kfz-Kennzeichen in Sri Lanka wurden von der deutschen Utsch AG entwickelt und im August 2000 eingeführt. Die Nummernschilder beginnen zunächst mit dem Wappen Sri Lankas und zwei verkleinerten Buchstaben, welche die Provinz der Zulassung angeben. Es folgen zwei bzw. seit einigen Jahren drei weitere Buchstaben, ein Trennstrich und vier Ziffern. Über dem Strich ist zudem eine Hologramm-Plakette angebracht. Diplomatenkennzeichen zeigen statt der Provinzbuchstaben die Lettern DP. Vordere Nummernschilder besitzen einen weißen Hintergrund, hintere einen gelben. Als Schriftart wird eine Abwandlung der deutschen FE-Schrift benutzt. Ende 2024 war bei den dreibuchstabigen Kombinationen der Anfangsbuchstabe D erreicht.
| Kürzel | Provinz             |
| ------ | ------------------- |
| CP     | Zentralprovinz      |
| EP     | Ostprovinz          |
| NC     | Nord-Zentralprovinz |
| NP     | Nordprovinz         |
| NW     | Nordwestprovinz     |
| SG     | Sabaragamuwa        |
| SP     | Südprovinz          |
| UP     | Uva                 |
| WP     | Westprovinz         |